# Shaun Cassidy
Shaun Paul Cassidy, född 27 september 1958 i Los Angeles i Kalifornien, är en amerikansk sångare, skådespelare, manusförfattare, och TV-producent. Han har bland annat skapat/producerat serier som American Gothic, Roar, och Invasion. Han har också varit exekutiv producent och manusförfattare på NBCs medicinska dramaserie New Amsterdam.

## Biografi
Cassidy är son till skådespelarna Jack Cassidy (1927–1976) och Shirley Jones, samt yngre halvbror/äldre bror till bland annat skådespelarna och sångarna David (1950–2017) och Patrick Cassidy. Han är också farbror till skådespelerskan och sångerskan Katie Cassidy, från halvbrodern Davids utomäktenskapliga affär med modellen Sherry Williams (senare gift Benedon).
Cassidy har gift sig totalt tre gånger, och har vid dessa äktenskap fått åtta barn. Hans första äktenskap var med den före detta Playboymodellen Ann Pennington, med vilken han fick dottern Caitlin och sonen Jake, samt adoptivdottern Jessica. Hans andra äktenskap var med skådespelerskan Susan Diol, med vilken han fick dottern Juliet. Sedan år 2004 är han gift med producenten Tracey Lynne Turner, med vilken han har sönerna Caleb och Roan, samt döttrarna Lila och Mairin.
Cassidy är, förutom uppväxten i Los Angeles, även uppvuxen i New York, och har gått på internatskolan Solebury School i Solebury Township, Pennsylvania. Han är också, tillsammans med sina två andra bröder Patrick och Ryan, styvson/adoptivson till skådespelaren och komikern Marty Ingels (1936–2015), som modern Shirley gifte om sig med år 1977.

## Diskografi

### Album
- 1977 – Shaun Cassidy
- 1977 – Born Late
- 1978 – Under Wraps
- 1979 – Room Service
- 1980 – Wasp

## Filmografi (i urval)

### Film
- 1988 – Roots: The Gift (skådespelare)

### TV
- 1987 – General Hospital (TV-serie) (skådespelare)
- 1987 – Mord och inga visor (TV-serie) (skådespelare)
- 1988 – Matlock (TV-serie) (skådespelare)
- 1995 – American Gothic (TV-serie) (manusförfattare och övervakande producent/pilotproducent)
- 1997 – Roar (TV-serie) (manusförfattare och exekutiv producent)
- 1997 – Players (TV-serie) (manusförfattare, pilotavsnitt)
- 2001 – The Agency (TV-serie) (manusförfattare och exekutiv producent)
- 2003 – Cold Case (TV-serie) (manusförfattare och exekutiv producent)
- 2005–2006 – Invasion (TV-serie) (manusförfattare och exekutiv producent)
- 2011–2012 – Blue Bloods (TV-serie) (konsultproducent)
- 2016–2017 – Emerald City (TV-serie) (manusförfattare och exekutiv producent)
- 2018–2023 – New Amsterdam (TV-serie) (manusförfattare och exekutiv producent)